# Stomis pumicatus pumicatus
Stomis pumicatus pumicatus é uma subespécie de insetos coleópteros pertencente à família Carabidae.
A autoridade científica da subespécie é Panzer, tendo sido descrita no ano de 1796.
Trata-se de uma subespécie presente no território português.